# فرودگاه جسور
فرودگاه جسور (به انگلیسی: Jessore Airport) یک فرودگاه نظامی و همگانی با کد یاتا JSR است که یک باند فرود آسفالت دارد و طول باند آن ۲۴۳۸ متر است. این فرودگاه در کشور بنگلادش قرار دارد و در ارتفاع ۴ متری از سطح دریا واقع شده‌است.

## شرکت‌های هواپیمایی و مقصدهای پروازی
| شرکت‌های هواپیمایی      | مقصدهای پروازی |
| ---------------------- | -------------- |
| بیمان بنگلادش ایرلاینز | شاه‌جلال        |
| نوووایر                | شاه‌جلال        |
| یونایتد ایرویز         | شاه‌جلال        |
| US-Bangla Airlines     | شاه‌جلال        |